# Exomalopsis apicalis
Exomalopsis apicalis är en biart som beskrevs av Timberlake 1980. Exomalopsis apicalis ingår i släktet Exomalopsis och familjen långtungebin. Inga underarter finns listade i Catalogue of Life.